# Teatro Carmen (Luanco)
El teatro Carmen es un antiguo teatro sin uso ubicado en la villa de Luanco, en Asturias (España). En 2021 se anunció que se reabrirá como centro cultural. 

## Historia
El actual edificio fue inaugurado en 1957 como cine y teatro, adquiriendo el nombre de un desaparecido teatro de la localidad fundado en 1894 por el Ateneo Obrero. También era conocido como Cine de Arriba, diferenciándose del Cine Moderno, conocido como cine de abajo. Cerró sus puertas en la década de 1970. Contaba con casi 400 butacas. Los bajos del edificio han acogido diversos establecimientos, el último de ellos una superficie comercial de alimentación. En 2022 el ayuntamiento de Gozón publica un proyecto de reforma del edificio para convertirlo en un centro cultural, cine y teatro.

## Descripción
El teatro fue diseñado por el arquitecto asturiano Juan Manuel del Busto González. Realizó un diseño de fachada sencillo y racionalista, propio de la época. Se accede mediante escaleras. La fachada, de tendencia vertical, cuenta con un cuerpo de tres pilastras adosadas en las que se abren dos pisos de vanos adintelados, jugando así con los volúmenes y rompiendo la monotonía de su arquitectura. El recubrimiento de la fachada es con ladrillo visto. El proyecto de recuperación del teatro contempla el nuevo acceso por la calle trasera al edificio, la Avenida de Gayo. Asimismo el proyecto incluye un espacio de 260 butacas.